# Гисане
Гисане (арм. Գիսանե) — в армянской мифологии умирающее и воскресающее божество животворящей природы.

## Описание
Из-за того, что Гисане имел длинные волосы, жрецы культа Гисане сами носили длинные волосы. Ко времени, когда Армения приняла христианство официальной религией (301 год), жрецы стали оставлять на голове детей косу.
Обряд погребения Гисане с участием гусанов был перенесён в церемонии похорон представителей знати. Согласно армянскому историку V века Мовсесу Хоренаци Дзайнарку-гусаны (то есть оплакивающие) изображали подвиги усопшего «пением, показом и танцем под звуки пандпра».
Согласно мифу, Деметр и Гисане были князями из Индии, бежавшими от отца в армянскую область Тарон.

### Происхождение имени
Имя Гисане, которое означает  «длинноволосый», скорее всего, сначала было эпитетом Деметра, позднее было переосмыслено и стало означать родного брата Деметра, то есть Гисане. С другой стороны, Гисане, буквально означающий длинноволосый, как отмечалось, могло быть эпитетом, который в глубокой древности мог относиться как к Шиве, так и к Соме. Именно образ Шивы близок к образу Гисане.
На территории исторической Армении (особенно Тарона) сохранились воспоминания о Деметре и Гисане /или Гисанна/ как почитаемых богах языческого периода. Вероятно, оно представляет собой отражение предания записанное в надписях шумерского эпоса «Думузи и Инанна» /об Инанне (правительницы Месопотамии) и Думузи (жреце Аратты) с сестрой Гештинанне/ в древнеармянском пантеоне